# Kid A
In 2000 maakte de Britse rockgroep Radiohead een muzikale koerswijziging met het conceptalbum Kid A. Het album bevat heel wat meer elektronica dan voorganger OK Computer. Het kostte de band drie jaar om tot deze opvolger van het immens populaire OK Computer te komen. Het succes was de band niet bevallen, leadzanger Thom Yorke was depressief geworden en had moeite met het schrijven van nieuwe songs.
Kid A is het begin van een radicale koerswijziging van Radiohead die ook doorwerkt in de latere albums. De muziek is elektronischer, met een toename aan synthetische geluidseffecten, dissonantie en experiment. Een groot verschil met eerdere platen is dat de nadruk op dit album meer op het arrangement ligt, in plaats van op de compositie. Waar voorganger OK Computer nog een volwaardige en gecompliceerd gecomponeerde rockplaat was, was Kid A een ontoegankelijker en ietwat simpeler gecomponeerd elektronica-album. Voor velen is de tekst van de nummers vrijwel onbegrijpelijk, hoewel anderen beweren dat er een uitgesponnen verhaallijn in de teksten van alle nummers verstopt zit.
Kid A piekte vrijwel direct na haar verschijnen op nr. 1 in de Nederlandse album top 100. Toch was het voor de fans even slikken en is Kid A typisch een album dat door de helft van de fans verafgood, en door de andere helft juist als een dieptepunt beschouwd wordt. Radiohead bracht geen singles uit.

## Het "lekken" naar Napster
Radiohead is een band die graag op de zaken vooruit loopt en een avant-garde rol speelt. Niet voor niets kopiëren anno 2007 nog diverse bands de stijl die Radiohead al tien jaar eerder achter zich had gelaten, toen zij begon met de ommezwaai van Kid A. Een ander unicum was dat Kid A ruim voordat het in de winkels lag, op internet al volledig beschikbaar was via Napster. De band vond het enerzijds jammer, maar was anderzijds wel tevreden over de bijkomende publiciteit. Kid A was een van de eerste albums die in volledig afgewerkte versie naar het internet "lekten" en het is allesbehalve ondenkbaar dat dit feit heeft bijgedragen aan de goede verkoop van het album.

## Geheime booklet
Naast de gewone booklet kan je in Kid A geheime booklets terugvinden, die achter de zwarte cd-tray verstopt zitten. In dit geheime booklet zijn veel teksten van de songs te vinden, op nogal chaotische wijze gedrukt in verschillende lettergroottes. Ook bevat het booklet een spotprent van Tony Blair. De Britse ex-premier heeft hier duivels-achtige oogjes. Radiohead wilde hiermee een duidelijk politiek statement maken.

## Tracklist
Alle nummers zijn geschreven door Radiohead, behalve Idioteque (met Paul Lansky).
1. "Everything in Its Right Place" – 4:11
2. "Kid A" – 4:44
3. "The National Anthem" – 5:50
4. "How to Disappear Completely" – 5:55
5. "Treefingers" – 3:42
6. "Optimistic" – 5:16
7. "In Limbo" – 3:31
8. "Idioteque" – 5:09
9. "Morning Bell" – 4:29
10. "Motion Picture Soundtrack" – 6:59

"Motion Picture Soundtrack" bevat een paar minuten stilte en daarin een 'verborgen track', ook bekend als "Gen Children".

## Charts
| Chart (2000)     | Hoogste positie |
| ---------------- | --------------- |
| UK Album Chart   | 1               |
| US Billboard 200 | 1               |
| Canada           | 1               |
| Frankrijk        | 1               |
| Ierland          | 1               |
| Nieuw-Zeeland    | 1               |
| Australië        | 2               |
| Finland          | 2               |
| Noorwegen        | 2               |
| Japan            | 3               |
| Portugal         | 3               |
| Italië           | 3               |
| Zweden           | 3               |
| Duitsland        | 4               |
| Nederland        | 4               |
| Oostenrijk       | 5               |
| Denemarken       | 6               |
| Zwitserland      | 8               |
| Spanje           | 23              |

## Bezetting

### Bandleden
- Thom Yorke - zang, keyboard, gitaar, basgitaar, muziekprogrammering
- Colin Greenwood - basgitaar, muzieksamples
- Jonny Greenwood - Ondes Martenot, gitaar, strijkers, samples, synthesizer
- Ed O'Brien - gitaar, programmering
- Phil Selway drums, percussie, programmering

### Andere muzikanten
- Andy Bush – trompet
- Andy Hamilton – tenor saxofoon
- Steve Hamilton – altsaxofoon
- Stan Harrison – bariton saxofoon
- Martin Hathaway – altsaxofoon
- Mike Kearsey – bastrombone
- Liam Kerkman – trombone
- Mark Lockheart – tenor saxofoon
- The Orchestra of St. Johns – strijkers
- John Lubbock – dirigent
- Paul Lansky – sample van "Mild und Leise" op "Idioteque"
- Arthur Kreiger – sample van "Short Piece" op "Idioteque"

### Productie
- Nigel Godrich – muziekproducent, audio engineering, audio mixing
- Henry Binns – samples
- Chris Blair – mastering
- Graeme Stewart – audio engineering
- Gerard Navarro – audio engineering